# جيمس واتسون شاندلير
جيمس واتسون شاندلير هو قاضي وسياسي كندي، ولد في 18 يوليو 1801، وتوفي في 3 أكتوبر 1870.